# Planodiscorbita
Planodiscorbita es un género de foraminífero bentónico considerado un sinónimo posterior de Planodiscorbis de la familia Rosalinidae, de la superfamilia Discorboidea, del suborden Rotaliina y del orden Rotaliida. Su especie tipo era Planodiscorbita wenmanensis. Su rango cronoestratigráfico abarcaba el Holoceno.

## Clasificación
Planodiscorbita incluía a la siguiente especie:
- Planodiscorbita wenmanensis